# ふぞろいユモレスク
『ふぞろいユモレスク』は、九目による日本の学園漫画作品。2017年12月12日から2021年1月4日までコミックスマートが運営するウェブコミック配信サイト『GANMA!』にて隔週火曜日更新で連載されている。おとぎのファルスに次ぐ作者のGANMA!連載2作目。

## あらすじ
コミュ障で塩対応の雁野、文芸部長でコミュ障の影山、吹奏楽部の阿比のちょっとずつズレている3人は、マイペースな学園生活を送っていた。そんな3人は様々な出来事に遭遇していく。

## 登場人物

### 主要人物
雁野歩（かりのあゆむ）
本作のヒロインで高校1年。名前の初出は第7話あとがき。
高校でも阿比に吹奏楽部に勧誘されて文芸部に逃げ込んだ挙句、阿比に告白されたため、影山と付き合っていると偽って文芸部に入部することになる。好きな本は世界珍事大全。
コミュ障を克服するために中学時代に吹奏楽部に入部するも、阿比のせいでコミュ障克服に失敗している。
影山アオジ（かげやまあおじ）
本作の主人公の1人。文芸部長で高校2年。あだ名はダークネスで、当初はダークネス・マウンテンだった。名前の初出は第4話あとがき。
目つきが悪く、人見知りの傾向があるコミュ障。また人を叱ると気に病んで数日休むほどナイーブな面がある。
雁野が阿比の告白を断ったことや成行きで雁野と付き合っていると偽ることになる。
阿比聡（あびさとし）
本作の主人公の1人で影山のクラスメート。雁野の中学時代からの先輩で、雁野から当初「師匠」と呼ばれていた。
幼少期より様々な音楽をたしなみ、中学で入った吹奏楽部ではリーダーシップを発揮し、面倒見が良い。クスノキ予備校に通う一方で吹奏楽部に所属している。クラスでは、リア充のポジションにある。
雁野に好意があったが、影山をだしに振られる。
成績は良いが、雁野に振られる以前から成績で負けていることもあり、影山をライバル視していたが、後に影山からSNSでブロックされるレベルで慕うようになる。
すぐ人をつかむ癖がある。

### 文芸部
五色（ごしき）
雁野のクラスメイトかつ女子文芸部員。迷子になりがちな文芸部員のコミュニケーションの橋渡し役になることが多い。好きな本はドグラマグラなどの怪奇系。
小桜（こざくら）
雁野の同級生の女子文芸部員。美術部も掛け持ちしている。ガサツな性格の持ち主。
鳩川（はとかわ）
雁野と同級の男子文芸部員。野良猫に弁当を奪われるほどの気弱な性格の持ち主。
黒歌（くろうた）
高校3年の女子文芸部員で雁野や影山の先輩。影山らとの会話でどＭで枯れ専と誤解される。

### 阿比、影山のクラスメイト
吉切（よしきり）
阿比、影山のクラスメイトで影山の友人。名前の初出は31話で、それ以前の2018年12月に行われたキャラクター投票では「モブ1」と表記されていた。
リア充の阿比とは距離をとっていたが、後に友人となる。
青葉（あおば）
阿比、影山のクラスメイトで阿比の友人。名前の初出は31話で、2018年12月に行われたキャラクター投票では「モブ2」と表記されていた。

### その他
店長
雁野のアルバイト先「sea food restaurant TANI」の店長。顔が濃い中年の男性。
雲雀（ひばり）
阿比の彼女。クスノキ予備校に通う他校生。気が強く、あおり力が高い。

## 用語
クスノキ予備校
阿比や雲雀が通っている予備校。
sea food restaurant TANI
雁野のアルバイト先のシーフード系レストラン。クスノキ予備校の隣にある。